# Metahyamus
Genre
Metahyamus est un genre d'opilions laniatores de la famille des Assamiidae.

## Distribution
Les espèces de ce genre se rencontrent en Asie du Sud-Est.

## Liste des espèces
Selon World Catalogue of Opiliones (03/06/2021) :
- Metahyamus amoensis Suzuki, 1969
- Metahyamus bicolor Roewer, 1935
- Metahyamus jacobsoni Roewer, 1923
- Metahyamus sutepensis Suzuki, 1985
- Metahyamus variedentatus Suzuki, 1976

## Publication originale
- Roewer, 1923 : Die Weberknechte der Erde. Systematische Bearbeitung der bisher bekannten Opiliones. Gustav Fischer, Jena, p. 1-1116 (texte intégral).